# Sint-Julianakapel

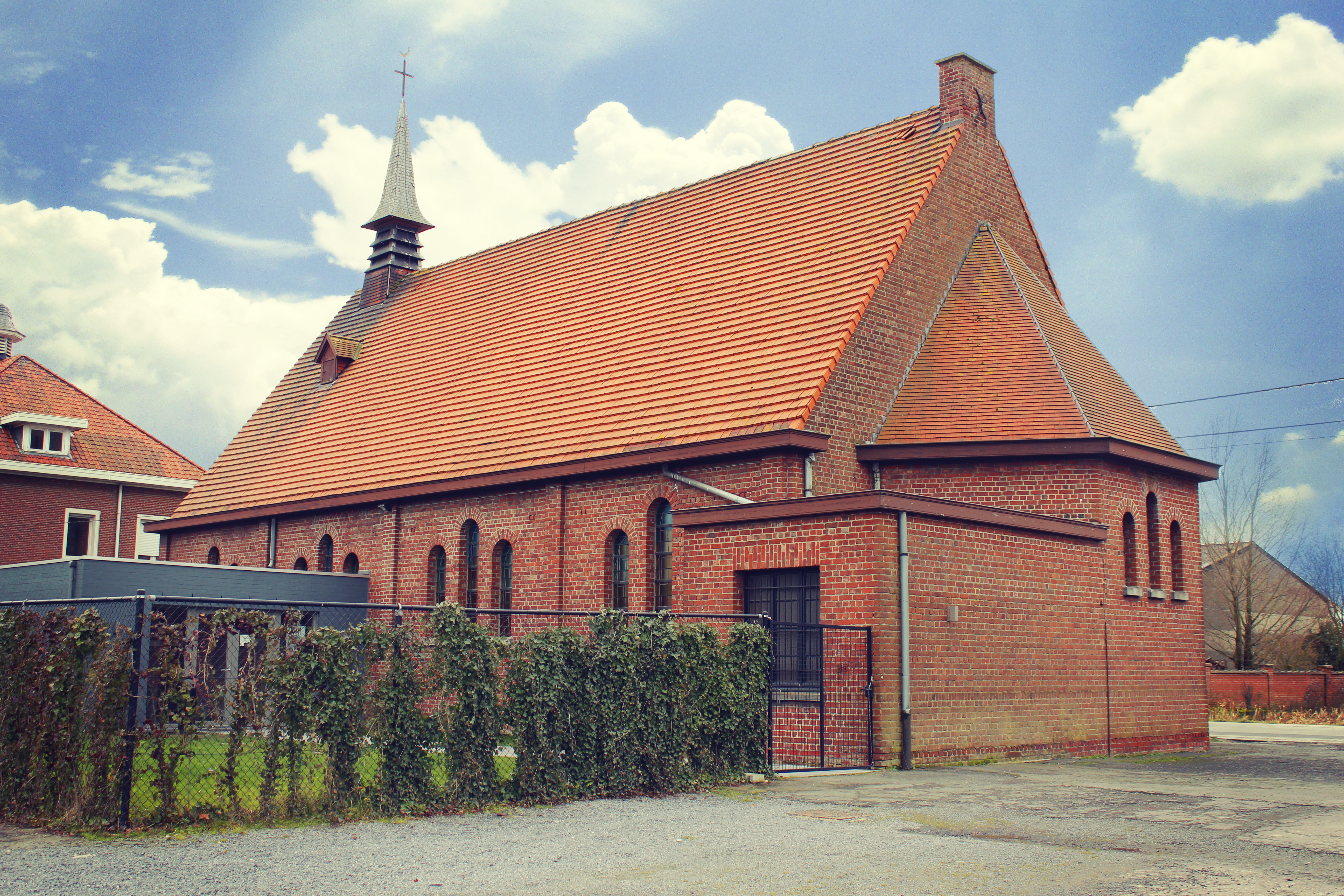
Sint-Julianakapel

De Sint-Julianakapel, ook wel Heilige Julianakapel genoemd, is een voormalige parochiekerk in de Belgische plaats Rumbeke. Het is een zaalkerk met 4 overspanningen. De glas-in-loodramen zorgen voor een kleurenspel binnenin de kapel.

## Ligging
De kapel ligt aan de Moorseelsesteenweg 129, in de wijk Vossemolen. De kapel bevindt zich langs de verbindingsweg tussen Rumbeke en Moorsele. Weg van de straatkant is een relatief ingesloten tuin.

## Geschiedenis
De oorspronkelijke kapel is in 1929 gebouwd. In 1938 werd een nieuwe kapel opgetrokken naar ontwerp van L. Fache, in opdracht van L. Vangheluwe. 
In 2009 werd de kapel omgebouwd naar een evenementenlocatie met de naam Het Sacrament. De biechtstoel werd gerestaureerd en kreeg een pronkplaats. Oorspronkelijke vloeren werden hersteld en behouden.

## Beschermd
De kapel maakt deel uit van cultureel erfgoed in België en werd in 2009 aangeduid als vastgesteld bouwkundig erfgoed. 

## Galerij

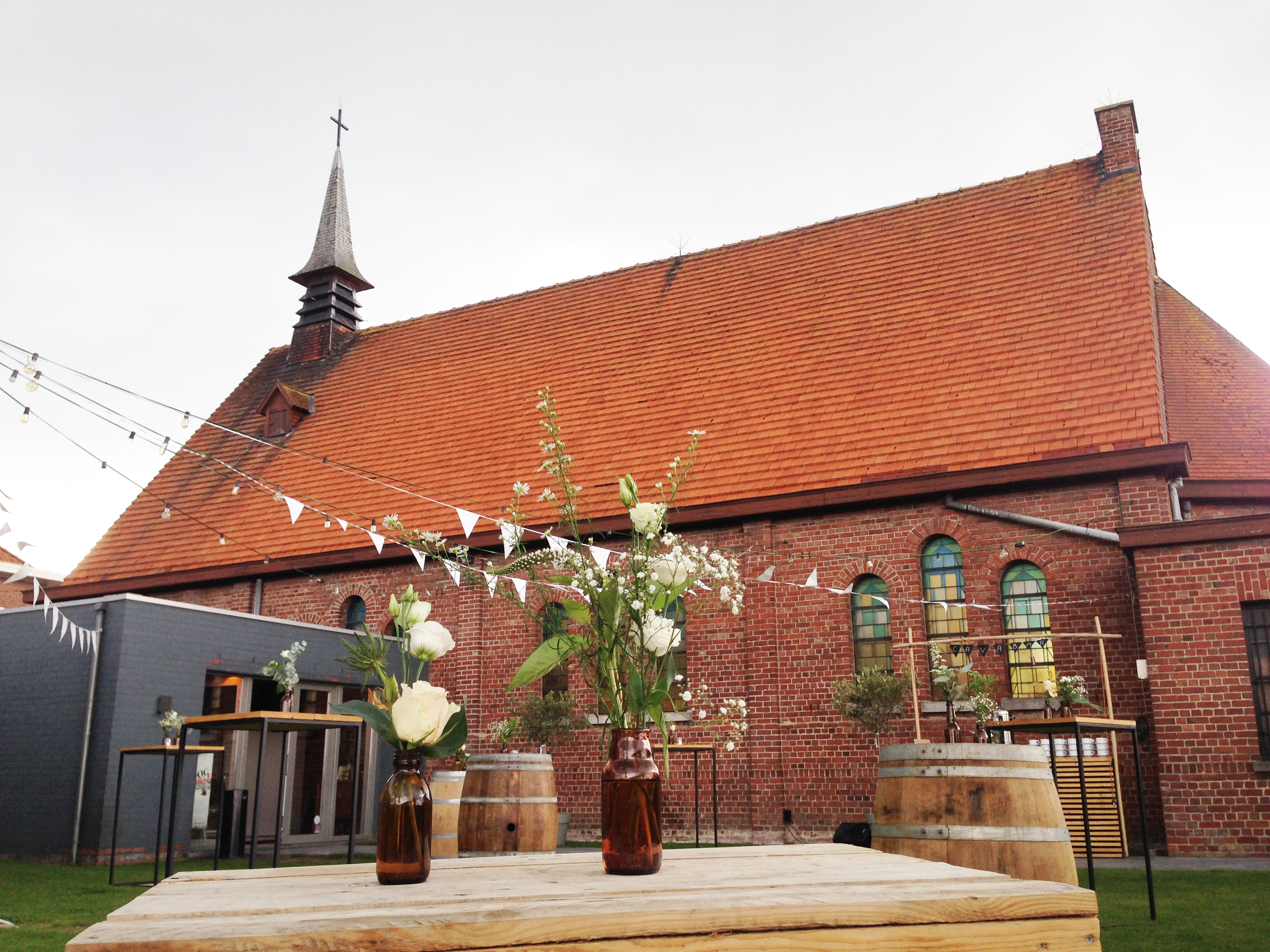
Ingang kapel
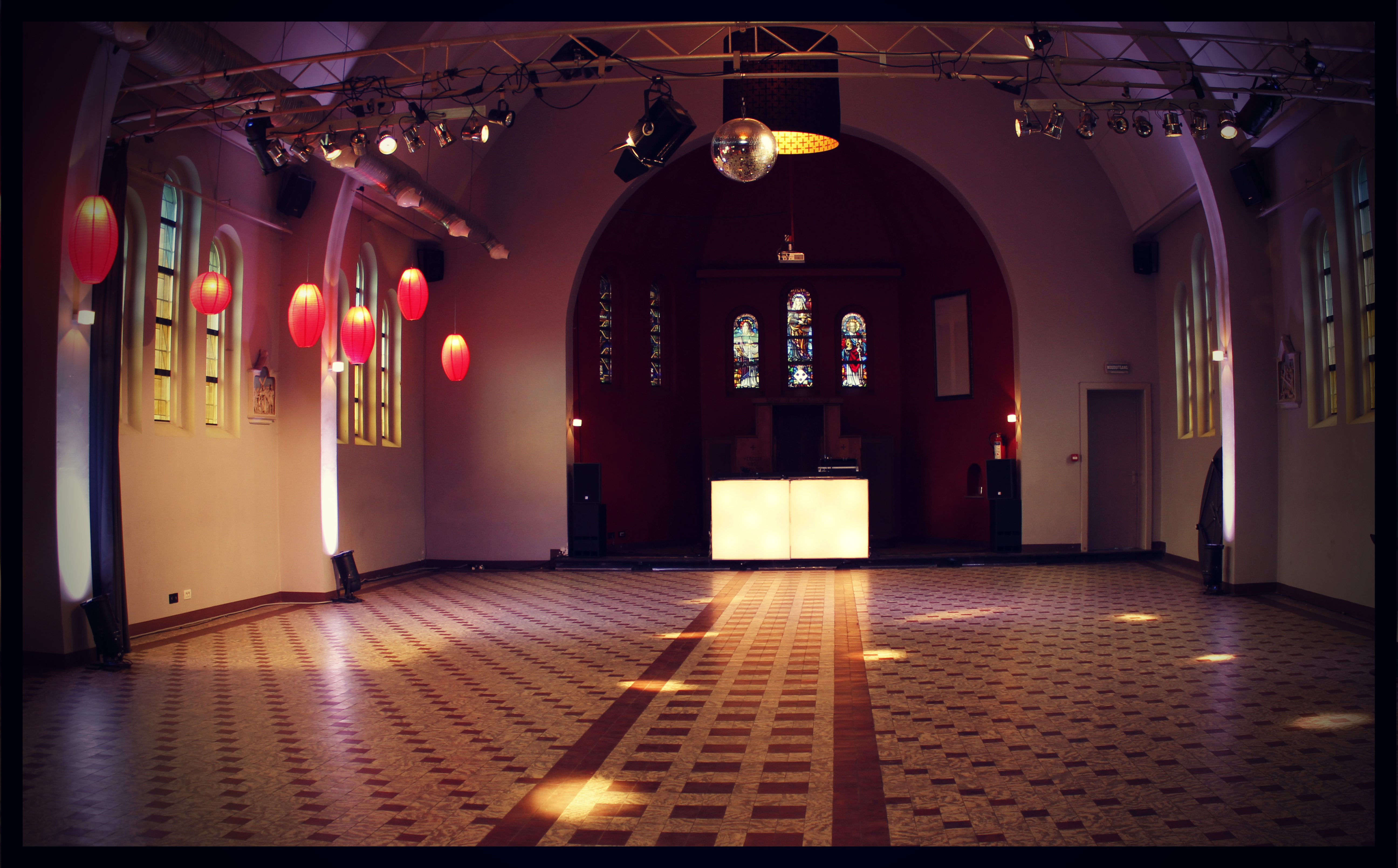
Offertafel
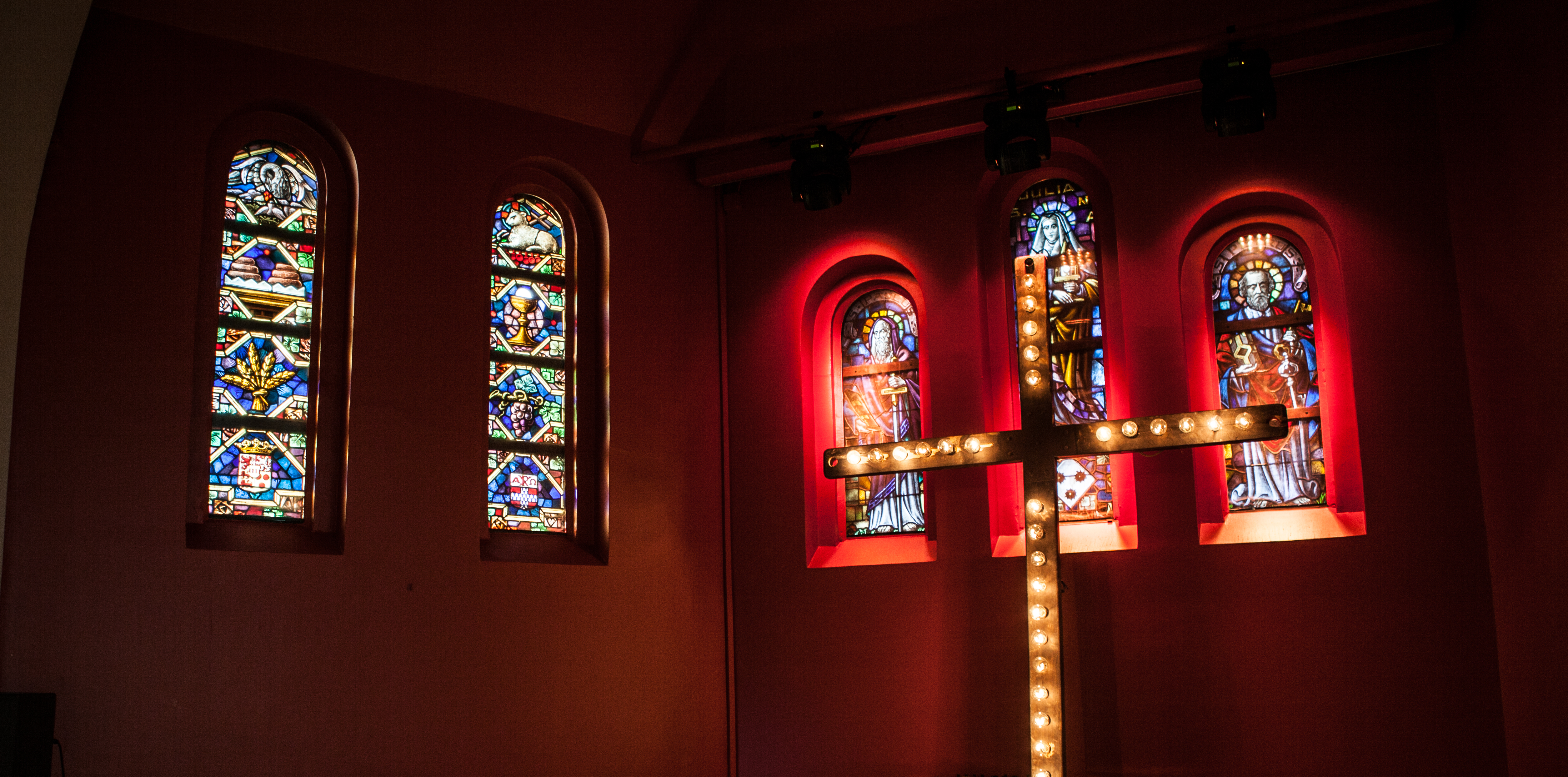
Glas-in-loodramen
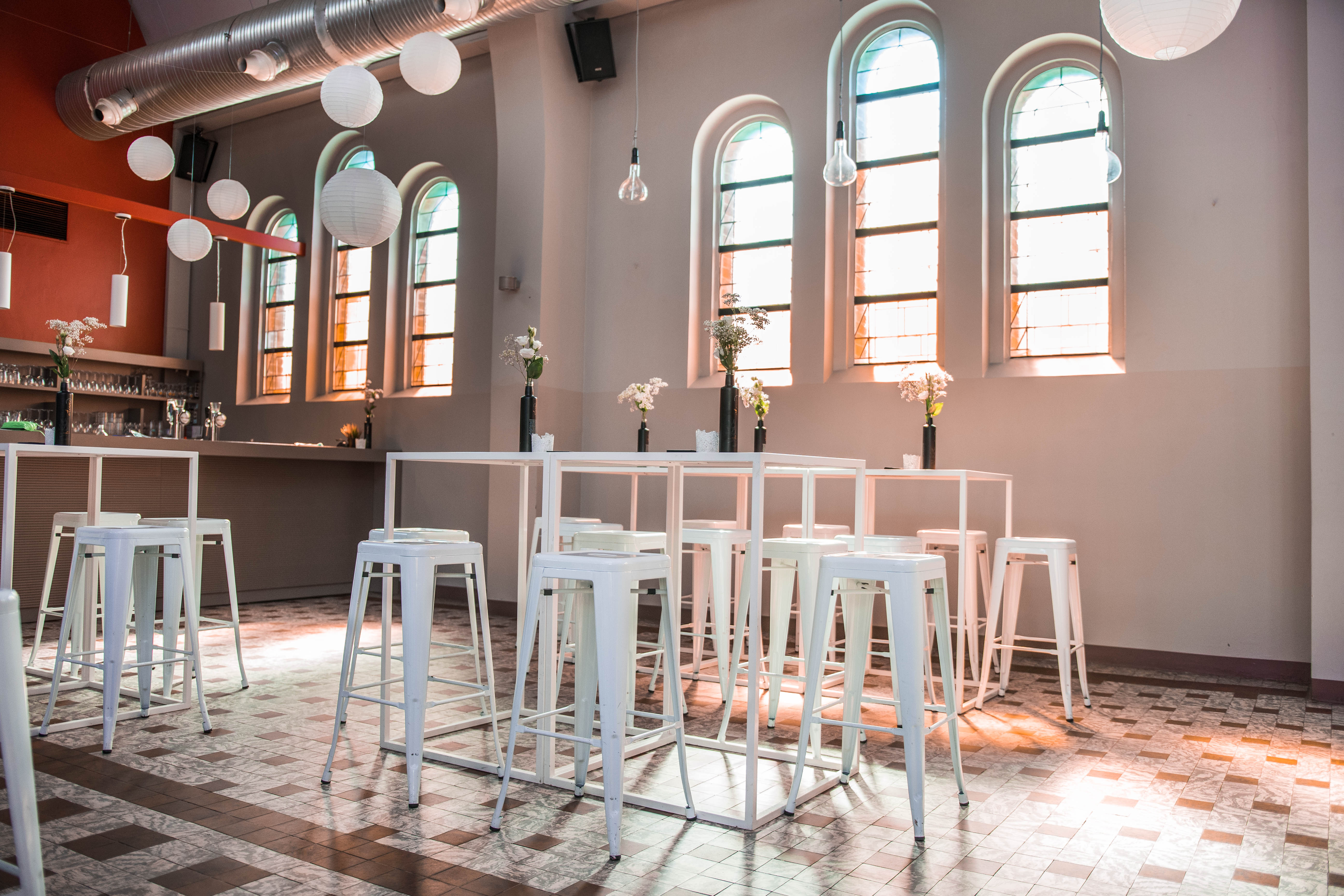
Interieur kapel